# Butembo
Butembo é uma cidade no Quivu do Norte, no nordeste da República Democrática do Congo, no vale tectónico dos Montes Ruvenzori e a oeste do Parque Nacional de Virunga.
Sua economia está sustentada no cultivo de chá e café. A cidade é um importante centro comercial, com grandes mercados, uma catedral, vários centros de saúde e um aeroporto.
Em 2024, sua população estimada era de 154.621. É uma das maiores cidades da região e a 16ª maior do país. Fica a 47 quilômetros da Fronteira República Democrática do Congo–Uganda, a 45 km de Beni, a 38 km do Lago Eduardo, parte dos Grandes Lagos Africanos, e a 70 km do Monte Stanley, o ponto mais alto do país.